# ネリー・グレイ
ネリー・ジェーン・グレイ（英語: Nellie Jane Gray, 1924年6月24日– 2012年8月13日）は、人工妊娠中絶を非犯罪化したロー対ウェイド事件に対抗して、1974年に毎年恒例のいのちの行進 (マーチ・フォー・ライフ)を始めたアメリカ合衆国のプロライフ活動家。

## 生涯
テキサス州ビッグスプリングで生まれる。ローマ・カトリックに改宗し、1944年6月27日にテキサス州のキャンプベネットに参加して第二次世界大戦中に婦人陸軍部隊（WAC）の伍長を務めた。後にジョージタウン大学ロースクールでビジネスの学士号と経済学の修士号を取得。28年間連邦政府公務員であり、ジョージタウン大学ロースクールに通いながら国務省と労働省に勤務。合衆国最高裁判所の前で弁護士として開業していた。ロー対ウェイド事件の後、彼女は弁護士としての生活から引退し、いのちの行進を始めて以来プロライフ活動家となった。2012年8月に88歳で亡くなり、2012年8月13日にワシントンD.C.の自宅で遺体で発見された。
所属教会だったワシントンDCの神の母聖マリア教会(St. Mary Mother of God Church)では、生前に与っていたトリエント・ミサによる記念ミサが毎年捧げられている。

## 間連項目
- いのちの行進
- ロー対ウェイド事件
- プロライフ